# Manu Trigueros
Manuel Trigueros Muñoz (* 17. října 1991 Talavera de la Reina) je španělský profesionální fotbalista, který hraje na pozici středního záložníka za španělský klub Villarreal CF.

## Klubová kariéra
V průběhu celé své profesionální kariéry nastupuje za Villarreal, v jehož dresu odehrál již přes 400 utkání. V roce 2021 s klubem vyhrál Evropskou ligu.

## Osobní život
Jeho otcem je bývalý fotbalista Manuel Trigueros Iglesias.